# 惠顿 (明尼苏达州)
惠頓（英語：Wheaton）是一個位於美國明尼蘇達州特拉弗斯縣的都市。根據2020年美國人口普查，該地共人口1460人，而該地的面積約為4.66平方千米。同時該地也是特拉弗斯縣的縣治。

## 地理
惠頓的座標為45°48′17″N 96°29′46″W / 45.80472°N 96.49611°W，而該地的平均海拔高度為311米（即1020英尺）。